# Ruhpolding
Ruhpolding là một municipality of Traunstein district ở southeastern Bayern, Đức.